# Bercy-Charenton
Bercy-Charenton, est un projet de futur quartier de Paris. Il fut approuvé en 2008, par la mairie du 12e arrondissement de Paris. Ce quartier relierait le sud-est du 12e arrondissement de Paris, dont le quartier principal est Bercy et la commune du Val-de-Marne, Charenton-le-Pont. Ce quartier aura une voie qui conduira vers la ZAC de Bercy.

## Le projet
Le territoire concerné couvre 63 hectares. Le site traversé par le boulevard Poniatowski, est situé entre la rue de Charenton,  le périphérique, le quai de Bercy et Bercy-Village, à l'intersection de l’échangeur de la porte de Bercy, de l’autoroute de l’Est (A4) et de la Seine et de la ligne ferroviaire Paris-Lyon-Marseille,.
En juillet 2013, le Conseil de Paris a lancé une procédure devant permettre la création d'une Zone d'aménagement concertée (ZAC). La Mairie de Paris envisageait la construction de 690 000 m2 de surfaces de plancher, dont 40 % dédiés au logement et 60 % à des bureaux et commerces accompagnés d'espaces verts et d'allées de circulations douces. L'un des objectifs est en effet d'améliorer les liaisons entre les quartiers environnants, aujourd'hui séparés par les emprises ferroviaires et routières. La libération des terrains et la construction des infrastructures étaient envisagés entre 2015 et 2020. La construction des logements est planifiée pour après 2020. En novembre 2014, une extension du secteur concerné a été annoncée, pour porter la part de logement à 50 %.
Un collectif de Bercy-Charenton, le collectif Baron-Le-Roy, est actif, regroupant habitants, artisans, commerçants et associations du 65 et 86 rue Baron Le-Roy pour la rénovation du tunnel de Bercy-Charenton. En effet, à l'extrémité de la rue Baron-Le-Roy, se trouve un tunnel de l'ancienne gare frigorifique SNCF, abritant une multitude d'activités très variées : des artisans, un studio de tournage, des grossistes en boissons, etc. avec une grande mixité sociale. Un collectif des Amis de Bercy-Charenton (ABC), regroupement de plusieurs quartiers du 12e arrondissement de Paris réunissant riverains, commerçants et associatifs propose un projet alternatif dont la modernisation de la gare de la Rapée-Bercy avec création d'une nouvelle station sur la ligne du RER D en correspondance avec la station Baron-Le-Roy de la ligne du tramway 3a, la création du musée des transports et de l'innovation, le développement des tunnels de Baron-le-Roy et leur conservation intégrale afin d'y implanter de l'agriculture urbaine au-dessus, la sauvegarde des 250 arbres à Léo-Lagrange et la création d'immeubles à échelle humaine à la place de l'actuelle gare de la Rapée-Bercy[réf. souhaitée].
Lors des élections municipales de 2020, l'accord d'entre deux tours entre les listes d'Anne Hidalgo et les écologistes - hostiles au projet - prévoit sa remise à plat, via une nouvelle consultation des habitants. Le projet restructuré est dévoilé en avril 2022 ; il ne prévoit plus de tours et comprend deux fois plus d'espaces verts et deux fois moins de logements et de bureaux.

## Accès
La ligne 14 du métro, qui se trouve proche à la station Cour Saint-Émilion. Ce quartier est également desservi depuis décembre 2012 par la ligne T3a à la station Baron Leroy. Les lignes de bus 24, 109 et 111 du réseau de bus RATP ont déjà plusieurs arrêts aux stations Pont National-Quai de Bercy, Bercy, Parc de Bercy et Terroirs de France. Lors de l'étude de 2008 menée par l'Atelier parisien d'urbanisme, il a été question que ce nouveau quartier urbain soit desservi par une nouvelle gare RER, située sur la ligne D, en correspondance avec la ligne 3a du tramway à la station Baron Leroy. Cette possibilité n'est cependant plus d'actualité.

## Lieux proches
- Le centre commercial Bercy 2
- Boulevard Poniatowski
- Porte de Bercy
- Quai de Bercy
- Porte de Charenton
- Pont National